# サイリーン (マーベル・コミック)
サイリーン（Siryn, 本名: テレサ・ルーク・キャシディ、Theresa Maeve Rourke Cassidy）はマーベル・コミックスのX-メン関連のストーリーに登場するスーパーヒロインである。作家のクリス・クレアモントと画家のスティーブ・レイアロハによって創造された彼女はスパイダーウーマン37号（1981年4月）に登場した。
彼女の父親であるX-メンのバンシーと同様に、サイリーンはアイルランド出身の“ソニック・スクリーム”という対象の聴覚を無力化しダメージを与えたり、空気を媒介に強力な振動波を送る能力を持つミュータントである。彼女はこの振動波を使って空を飛ぶ事ができる。彼女の名はギリシャ神話のセイレーンに基づいている。
サイリーンはバンシーのいとこであり不倶戴天の敵であるブラック・トム・キャシディによって育てられ、バンシーに関する知識を与えられていなかった。十代前半までに彼女はブラック・トムの元を離れ、X-メンの別働隊であるX-フォースやX-ファクターに参加していた。

## 作中の歴史

### 生い立ち
ショーン・キャシディがインターポールで極秘のスパイ活動に従事していた頃、彼の妻ミーブは女児・テレサを生んだ。まもなくミーブはIRAの爆弾により死んでしまう。ショーンに連絡を取れないまま、いとこであるトムはテレサの面倒をみる事となった。ショーンは戻ってくると妻の死を知り、悲しみにうちひしがれた。トムが娘の存在を打ち明ける前に、ショーンはトムに詰め寄りソニックスクリームを使って、ミーブに気をかけなかったことを非難した。ショーンは怒りに任せて飛立ち、トムは攻撃を受けて裂け目に落ち、骨を折り素早く歩く事が出来なくなった。怒ったトムはショーンに復讐を誓い、彼に娘の存在を知らせず、彼女を育てる事に決めた。
トム（ブラック・トム）は自分の犯罪活動の弟子としてテレサを育てた。10代前半でテレサはブラック・トムと彼の当時のパートナーであるジャガーノートと共にサンフランシスコに行き、彼らの犯罪に加担した。ここでサイリーンという名前を使い、彼女は初代スパイダーウーマンと幾人かのX-メンと対決した。この衝突はブラック・トムの一時的な捕縛で決着を見た。拘留中にブラックトムはテレサを犯罪活動から解放し、ショーンに彼女が誰であるかを説明する手紙を認めた。X-メンはテレサを彼らの本部に連れ帰り、彼女は喜んで彼女の父親と再会した。

### Muir Island
テレサは間もなくエグゼビア教授の長年の同僚であるモイラ・マクタガート博士の研究の本拠地であるミューア島に移った。エグゼビアの学園へ一晩だけ滞在した時にサイリーンとキティ・プライド、イリアナ・ラスプーチン、ミューア島の若き実習生・アスプはブラザーフッド・オブ・イヴィル・ミュータンツを模したロボット達をうっかりデンジャールームから逃してしまい戦うハメになった。夜も更けて、サイリーンはアンプにキティ・プライドがドミトリという名の若い男性との交際を妨害していると言われて、彼女と激しい殴り合いの喧嘩をすることになった。後にウルヴァリンの仲裁で戦いは手打ちになり、彼女達は和解し、親密な関係を築いた。
島での生活に戻って、サイリーンはマルチプルマンとして知られるミュータントと交際を始めた。このマルチプルマンは彼の多くの分身の一人であり、本体ではない事が明かされ、破局を迎えた。この時期サイリーンとマルチプルマンはニューヨークを旅して、学園を逃げ出したサンスポットとウォーロックを探すニューミュータンツを手伝っている。この冒険でサイリーンとマルチプルマンはフォールン・エンジェルという街頭レベルのミュータントの集団に出会っている。

### X-Force
サイリーンは準軍事的なスーパーヒーローチームであるX-フォースの中心メンバーとなり、時にはフィールドリーダーも務めた。X-フォースの一員時代、彼女は傭兵のデッドプールに恋をしはじめた一方でチームメイトのウォーパスは彼女を恋愛対象としての興味を持ちはじめた。デッドプールとサイリーンははじめブラック・トム・キャシディとジャガーノートとの戦いの中で二人が出会った時に深く関わるようになった。バンシーはサイリーンにデッドプールは狂人であり殺人者であると警告をしたが、彼女は自分が恐ろしい外見を考慮に入れてなお彼を受け入れていることに気付いた。この好意によりデッドプールはサイリーンに夢中になり、彼女がXマンションで寝ている時に窓の外で度々座るようになった。サイリーンはこの事に初め気付いていなかったが、彼が自分を見ていてくれた事にほっとした。時が過ぎ、サイリーンはデッドプールの耳にとっての理性と正気の声となり、自らを善人にしようと試みた。彼女は彼をいくつかのミッションで手助けした。その中にはデッドプールが自分の治癒能力に関する問題を解決するためにハルクの血液が必要であると考えたときのものもある。しかし最終的にサイリーンはX-フォースでの義務とデッドプールのどこか問題のある正気の要求とのバランスとりに圧倒されるようになる。彼女はもし彼が善の道を進み続けるのならば二人の関係は進むと思うと約束し、彼女はX-フォースへの責任を強くした。ウォーパスはサイリーンの愛情を得ようと動き続け、映画フィールド・オブ・ドリームスで使った野球場を訪れたおりにデッドプールへの嫌悪を明らかにした。
サイリーンはX-フォース時代に様々な敵と対決している。彼女は異次元領域アスガルドのクーデターの鎮圧を助けにいっている。彼女はオンスロートや次元間メディア王モジョにも立ち向かっている。S.H.I.E.L.D.とさえも一度ならず戦っている。ウォーパスは彼女が飲酒の問題を克服するのを助け、現在のX-ファクターでは禁酒生活を送っている。
彼女はチームにとっての要となり、チャールズ・エグゼビアの一面からもそのように言われ、チーム全体を臨死体験から救った。
彼女はかつてのチームメイトでヴィランとなったフェラルが彼女の喉を切り裂き、彼女の声帯を破壊し一時的に言葉が喋れなくなり無力になったのを切っ掛けにチームを去った。

### X-Corporation
デッドプールの治療のおかげでサイリーンは声帯の損傷を完全に回復した。デッドプールはウルヴァリンを付け回し彼女を治すための血液サンプルを盗んだ。
サイリーンは国際ミュータントタスクフォース・Xコーポレーションのパリ支部に入り、旧友のマルチプルマン、リクター、キャノンボールらと再会しMと初めて一緒に仕事をした。彼らの最初の任務は上手く行かずに、サイリーンはもう一人の友人ダークスターを失わなければならなかった。

### X-Factor Investigations
サイリーンはXコープを抜け、X-ファクターインベスティゲーションズのメンバーとなった。サイリーンはX-ファクターインベスティゲーションズの最初の義務の一環として、映画スターのペントハウスで死んでいた女性の殺人事件を扱った。犠牲者の姉の依頼である。ライバル事務所のシンギュラリティインベスティゲーションはそのスターを味方してダミアン・トリープ・ジュニアを弁護人として起用しそのスターの無実を証明しようとした。サイリーンとX-ファクターインベスティゲーションがどうにかそのスターの犯罪の関与を突き止め、SIのリクター暗殺を妨害しようとしたとき、トリープ・ジュニアは激高してサイリーンを襲って打ちのめし裏通りに放置して殺そうとした。彼女は後にリクターに救出された。
サイリーンは彼女の父親の死を否定しており、多くのX-メンが信じている死と言う事実をいつか生きて帰ってくると突き返している。
マルチプルマンとMとの恋のトライアングルによってサイリーンのX-ファクターのメンバーとの関係は緊張感が漂うものとなった。ジェイミー・マドロックスの一部と酒を飲んでいると最終的にサイリーンはマドロックスと寝る事になったが、同時にサンクロワはもうひとりの分身と寝ているのであった。二人の女性はこの事態の発生に気付かなかったが、彼との恋愛関係の継続に希望を持っていた。分身を回収したマドロックスは命の危険を感じながらも恐る恐る二人に真実を告げた。サイリーンはマドロックスとサンクロワとの違いを分析し、二人の女後のミッションでは友情やパートナーシップを育んだ。
テレサとモネは二人の有名な年少歌手（ミュータントに対する嫌悪感を煽る歌を専門にする）を彼らの祖父母の法廷からの命令に基づいて彼らの両親から回収しに向かった。二人は最終的に待ち伏せを受け気を失い、子供達のミュータントの護衛ソロとクレイにつれさらわれた。彼女らは目覚めると幽閉されており、（テレサはダクトテープで口を塞がれ能力を封じられていた。）脱出して子供達を祖父母の元に返した。ミッションはミュータントのジョセフ・フーバーが彼女らをX-ファクターインベスティゲーションから引き離しておくための企みである事が明らかになった。モネとサイリーンのメンタルベースの能力はフーバーのマインドコントロール能力に悪影響を与えるものだった。

### World War Hulk
サイリーンは「ワールド・ウォー・ハルク」においてXマンションで大暴れするハルクを止めるために助けを求めたステップフォード・カッコーズの呼びかけに応えた。

### Messiah Complex
テレサはリクターのピュリファイアーズへの潜入を手助けし、Mとストロングガイを伴って残りのX-メンと共にミュータントの赤ん坊とX-フォースを救出しにいった。彼女は後にプレデターXにつきまとわれているミュータント・ピーパーズから連絡を受けたが、テレサが着いた時には手遅れであり、死骸が残されているだけだった。サイリーンは昏睡状態のジェイミーが目覚めるまでベッドサイドで祈っており、モネとギドと共にX-メンのマローダーズの基地に対する襲撃を手助けし、戦闘においてエグゾダスと対決した。

### Divided We Stand
サイリーンはジェイミーの子供を妊娠している事を明らかにし、モネと話してから彼女はこの子供を産むつもりであることを明かした。彼女はジェイミーにこの事を告げようとしたが言えずにおり、彼は彼女がチームをやめようとしていると勘違いしていた。モネはその後、自分がまだジェイミーを愛している事に気付いた。テレサは再びジェイミーに告白しようとしたが、アーケードは自分の存在をミュータントタウンに知らせたため、X-ファクターは彼に対応するため散り散りになって住民らを助けた。
X-ファクター32号ではジェイミーはライラ・ミラーのヴィジョンを見て、サイリーンが自分の子供を妊娠している事を知り、ライラが彼の潜在意識を表現した所、ジェイミーは事態を把握したように見えた。彼は後にテリーに彼らがその子供をネイサンと名付けることを提案しており、彼女に子供の事を知っており認知する事を明かした。テリとジェイミーの関係の状態はこれまで明かされていないが、テリが述べる所によると彼女とジェイミーは（サイリーンの片思いではなく）愛し合っており、ジェイミーはあの酔っぱらった時の多重恋愛三角関係事件よりも前から元々彼女と恋愛関係を結ぶつもりでいた。

### Future
マーベルカタログではサイリーンが2009年最初に出版されるX-ファクター39号で出産することが明かされている。

## Powers and abilities
サイリーンは彼女の父親であるバンシーと同じような音波を操る能力を持っているが、彼女はあきらかにバンシーが出来なかった方法で能力を使える。彼女の父親のように彼女は高振動波ソニック・スクリームを放出できる。彼女は音のピッチを変えて発射物の起動を変えたり、あるときなどレーザー光線を反らしている。彼女は可聴音域が拡張されており、自分の声を使ってエコーロケーションを行える。金切り声をあげている間、サイリーンは空を飛ぶ事が出来る。サイリーンは特に強力な音波攻撃を持っている。彼女は物体を破砕する事が出来る。音波のコンカッシブブラストを放ち、あるいは一時的な痛みや吐き気、嘔吐を引き起こし、意識を失わせる。彼女は通常
彼女は能力を失いやすい。過度の緊張やソニックスクリームの酷使、喉や声帯の損傷などにより能力が使えなくなる。
彼女の父親と違い、サイリーンは他人を音波によって影響を耐え支配する事ができ、催眠状態を引き起こす事が出来る。サイリーンは意図した人間を性別や嗜好に関係なく惚れさせる事ができ、彼女の望みや命令を神話のセイレーンのように実行させる事が出来る。サイリーンはこの能力をスパイダーマンに使い、ミュータントのデシメーション事件の真相を吐露させた。
加えて、彼女は特定の高さの声を聞かせる事で他人の聴覚を奪う事ができ、秘密裏にメッセージを伝える事ができる。

## その他のバージョン

### エイジ・オブ・アポカリプス
テレサはX-メンのクロスオーバーAOAに当初は人間として登場した。彼女はネイト・グレイに差し迫った攻撃を叫んで警告し、後天的なミュータントの能力を開花させた。彼女はこのアークの残りでは彼と彼の仲間に同行し、X-メンをアース616に戻した。AOAの世界ではテレサはサイリーンというコードネームは使わず、ソニーク（Sonique）という名を名乗っている。

## 他のメディア

### 映画作品
- 映画『X-MEN2』ではサイリーンはカメオ的な役であったが、ショーナ・ケインによって演じられた。ウィリアム・ストライカーのマンションへの侵攻中、彼女のスクリームは攻撃を受けている他の生徒への警告音となった。彼女は気を失ったが、コロッサスによって救出された。彼女の名前は（父親共々）ミスティークがストライカーのコンピュータでマグニートーのファイルを探す間のスクロールするリストの中に載っている。クリス・クレアモントによる映画のノベライズではサイリーンと幼いジェイミー・マドロックスの間には恋が芽生えているようである。
- ケインは映画第三作『X-MEN:ファイナル ディシジョン』でもサイリーンを演じた。